# آیاچی (استان آمور)
آیاچی (به لاتین: Ayachi) یک منطقهٔ مسکونی در روسیه است که در استان آمور واقع شده‌است.